# Marshfield (Massachusetts)
Marshfield – miasto w Stanach Zjednoczonych, w stanie Massachusetts, w hrabstwie Plymouth.